# Девід Стірлінг
Сер Арчібальд Девід Стірлінг DSO OBE (англ. Sir Archibald David Stirling; 15 листопада 1915 — 4 листопада 1990) — шотландський офіцер британської армії, альпініст, засновник і творець Спеціальної повітряної служби (англ. SAS). Брав активну участь у Другій світовій війні.